# August Erich
August Erich (* 26. Julijul. / 5. August 1591greg. in Eisenach; † 12. Maijul. / 22. Mai 1670greg. ebenda) war ein deutscher Porträtmaler und Ratsherr der Stadt Eisenach.

## Leben
Erich wurde in Eisenach als Sohn eines Advokaten und Notars geboren. Seine Mutter Anna (geborene von Hoff) war die Tochter des sächsischen Amtmanns von Gerstungen und Creienberg, der Großvater väterlicherseits war Ambrosius Erich, ein kursächsischer Amtsschösser in Dresden. Taufpate war der Fürstlich-Sächsische Amtsverwalter Valentin Finck in Eisenach. Nach dem frühen Tod der Mutter besuchte Erich die Lateinschule seiner Heimatstadt und begab sich im Alter von 15 Jahren nach Jena, um ein Malstudium zu beginnen, das er an den Universitäten in Nürnberg und Augsburg fortsetzte.
Nach Abschluss des Studiums fand er eine erste Anstellung beim Markgrafen Karl von Burgau im bayerischen Günzburg. Im Gefolge des Markgrafen weilte er 1613 beim Reichstag in Regensburg, wo er auch seinem Landesherren, dem Kurfürsten von Sachsen vorgestellt wurde. Noch während der Tagung traf ein Bote seines Vaters ein, der bereits im Sterben lag. Als einziger Erbe des beträchtlichen Vermögens wurde er von befreundeten Ratsherren mit Elisabeth Runckel bekannt gemacht und heiratete die einzige Tochter eines Eisenacher Bürgermeisters.
Ohne finanzielle Sorgen und von Abenteuerlust getrieben begab sich August in den folgenden Jahren in die Residenzstädte einiger bedeutender protestantischer Fürsten seiner Zeit. Zunächst weilte er als Hofmaler beim hessischen Landgrafen Moritz in Marburg, nach dessen Tod trat er in die Dienste seines Sohnes Wilhelm V. von Hessen-Kassel und übernahm in dieser Zeit auch die Verwaltung des ehemals hersfeldischen Terminhofes in Eisenach – genannt „der Hessenhof“ – heute bekannt als die „Alte Posthalterei“. Die Verwaltertätigkeit entsprach nicht seinem Naturell und er bat um Entlassung aus dem landgräflichen Verwaltungsdienst, sein Nachfolger wurde ein befreundeter Patriziersohn aus der Familie Cley.
Über Güstrow und weitere Stationen gelangte er um 1633 an den Hof des dänischen Königs Christian IV. in Kopenhagen. Der schwedische Diplomat Graf Hoditz war einer seiner Kunden, dieser erinnerte sich an die Herkunft Erichs und forderte ihn durch einen Boten auf, ihm bei der Verwaltung der gerade von schwedischen Truppen besetzten Stadt Eisenach behilflich zu sein. Er willigte ein und kehrte umgehend mit seiner Frau Elisabeth und den bereits zehn Kindern in seine Vaterstadt zurück, wo er jedoch den bereits abkommandierten Grafen um einige Tage verpasste. In der Vaterstadt grassierte gerade die Pest, binnen weniger Wochen verstarben seine Ehefrau Elisabeth und acht der zehn Kinder. Nach einem Jahr der Trauer verehelichte sich Erich im Alter von 43 Jahren mit Anna Purgold, einer Tochter aus dem hochgeachteten Eisenacher Patriziergeschlecht Purgold. Auch diese Ehe war mit acht Kindern gesegnet. Die Kriegsereignisse und die mehrfach eingeschleppte Pest hatten viele Ratsherrengeschlechter der Stadt Eisenach dezimiert oder vertrieben, daher bat man Erich, sich als Ratsherr in den Dienst seiner Vaterstadt zu stellen. Er wurde 1639 erstmals als Ratsherr gewählt und blieb auch nach dem Ende des Dreißigjährigen Krieges in städtischen Diensten: 1649 und 1650 als Stadtkämmerer und Zweiter Bürgermeister sowie zwischen 1654 und 1658 als Stadtbaumeister. 1640 bereiste er noch Teile von Sachsen und Böhmen, wo er in Leitmeritz als Porträtmaler nachweisbar ist.
Im Alter von 70 Jahren erkrankte er schwer und verbrachte die letzten acht Lebensjahre als bettlägeriger Greis.

## Nachkommen
- Christian Erich, ein Sohn aus der ersten Ehe, hatte die Pest in Eisenach überlebt und wurde Ratsherr der Grafen von Hohenlohe.
- Joachim Peter Erich, der erste Sohn aus zweiter Ehe, studierte an den Universitäten von Leipzig, Heidelberg, Rom, Florenz, Sienna, Bologna und Padua. Er bereiste ganz Italien und ließ sich in der Republik Venedig als Botschafter nieder.
- Johann Melchior Ernst, der zweite Sohn aus zweiter Ehe, studierte in Italien (u. a. in Padua und Venedig) Malerei. Er verstarb bei einer Fleckfieber-Epidemie in einem Palazzo des Zeno, Procurator di San Marco, wo er gerade eine Porträtserie von venezianischen Granden begonnen hatte. Seine Gebeine wurden auf Wunsch der Familie später exhumiert und in der Eisenacher Jakobskirche wieder bestattet.
- Der dritte Sohn Augustus Erich wurde Hofmaler des Herzogs von Sachsen-Zeitz.
- Der vierte Sohn Constantin Erich war noch während des Dreißigjährigen Krieges in französischen Militärdienst beim Regiment des Grafen von Vernède getreten und erlernte dort die Grundlagen der Militärarchitektur. Beim Besuch seiner Brüder in Venedig nutzte er eine Gelegenheit, um sich als Artillerie- oder Festungsbau-Ingenieur in die Dienste der Republik Venedig zu begeben. Sein weiteres Schicksal ist unbekannt.

## Wirken

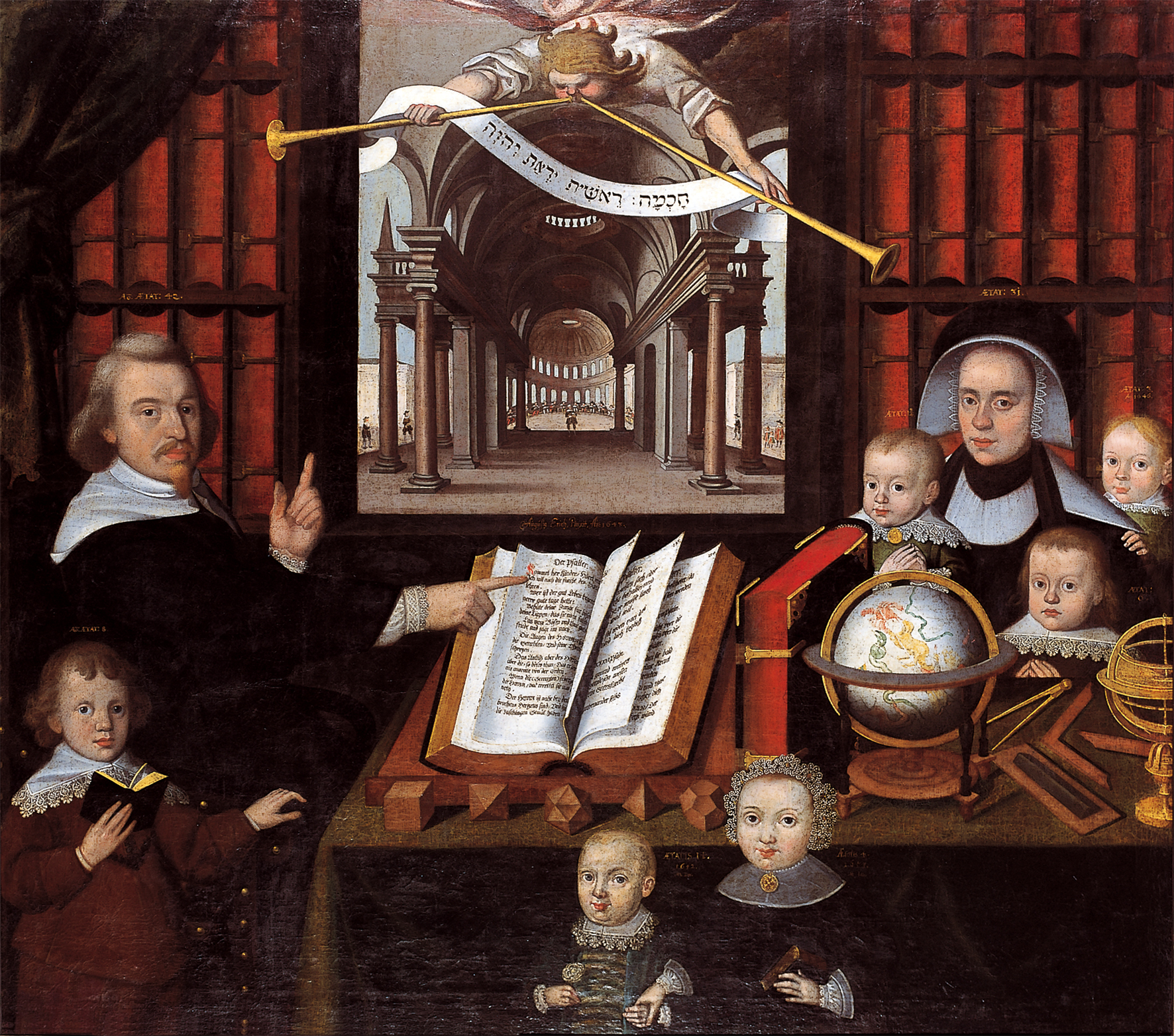
Porträt des Gothaer Rektors Andreas Reyher im Kreis seiner Familie (1643)

Erich malte überwiegend Ölbilder. Er porträtierte über 500 meist adelige Personen, darunter die Familie des Landgrafen Moritz und Johann Albrecht II. von Mecklenburg und seine zweite Frau Elisabeth von Hessen-Kassel. Einige von ihm gefertigte Skizzen und Kupferstiche wurden Grundlage von Merian-Stadtansichten. Die Herzogin Anna Amalia Bibliothek besitzt das Stammbuch des August Erich mit einigen Skizzen und Autographen seiner Kunden.